# 除名
除名（じょめい）とは、一般的には、ある団体の構成員に対して、当該構成員の意に反して構成員たる地位を失わせる処分。
通常、当該構成員が団体の規則に違反し、それに対する制裁として行われる。この場合、地位の復権は認められないことが多い。もっとも、除名という処分の効力や地位の復権の可否は、それぞれの団体の規則や運用により異なるため、一概には言えない。

## 日本の議員の除名

### 国会における除名
除名は国会議員に対する懲罰の一種として規定されている（日本国憲法第58条第2項、国会法第122条第4号）。

除名処分は、「院内の秩序をみだした議員」が対象とされ（日本国憲法第58条第2項）、より具体的には衆議院規則では「議院の秩序をみだし又は議院の品位を傷つけ、その情状が特に重い者」を対象とするものとし（衆議院規則第245条）、参議院規則では「議院を騒がし又は議院の体面を汚し、その情状が特に重い者」を対象とするものと定めている（参議院規則第245条）。
懲罰事犯は懲罰委員会へ付託され（衆議院規則第234条、参議院規則第234条）、その後、本会議において委員長が報告することとなる。議員を除名するには除名対象議員が所属する議院の本会議において出席議員の3分の2以上の多数の賛成による議決が必要である（日本国憲法第58条第2項）。
なお、議院規則に基づき、本会議決議における除名決議において出席議員の3分の2以上の多数による賛成がなかった場合にも、出席議員の過半数の賛成で他の懲罰を科することができるとされている（衆議院規則第246条、参議院規則第246条）。これは、1949年10月31日に、参議院議員の中西功が本会議場において議長の登壇を阻止、副議長の職務の執行を妨害したことにより、懲罰委員会で除名とすべきとされたものの、出席議員の3分の2以上の多数による賛成がなかったために否決され、直後に登院停止30日間の懲罰を課すべきとの動議が改めて提出されて可決されたという例がある。
除名処分が下されると、当該議員は議員の身分を失う。ただし、除名処分者は処分後の選挙に立候補して当選した場合には再び議員となることができ、両議院は、除名された議員で再び当選した者を拒むことができないものとされている（国会法第123条）。
| 本会議採決日              | 議院   | 議員                  | 賛  | 反 | 比率   | 理由 |
| ------------------------- | ------ | --------------------- | --- | -- | ------ | --- |
| 1950年（昭和25年）4月7日  | 参議院 | 小川友三              | 118 | 10 | 92.19% | 本会議での予算案採決に際し、反対討論を行っていながら賛成票を投じたことが国会運営の原則を無視するものだとして野党の反発を招いたため                                          |
| 1951年（昭和26年）3月29日 | 衆議院 | 川上貫一              | 239 | 71 | 77.10% | 代表質問での不規則発言（発言許可を受けていない、要は野次。政府・GHQの政策を反動と非難して社会主義国家と革命を賞賛、議会政治の否定とも受け取れる発言）への陳謝を拒否したため |
| 2023年（令和5年）3月15日  | 参議院 | ガーシー （東谷義和） | 235 | 01 | 99.57% | 当選以来1度も登院せず海外に滞在し続け、議長の招状にも応じず、院議で懲罰となった「公開議場においての陳謝」も拒否したため                                                     |

### 帝国議会における除名
帝国議会における除名は、衆議院においては院議により、貴族院においては勅裁によるとされていた。
除名の原因は懲罰を原因とするものと召集不応または欠席を原因とするものの2種とされていた。
懲罰による除名
衆議院においては事犯のあった日から議員20人以上の賛成をもって動議をなし（議院法第98条）、その表決数は出席議員の3分の2以上とされていた（議院法第96条第2項）。ただし、除名された議員が選挙で再選された場合に衆議院はこれを拒むことができないとされていた（議院法第97条）。
召集不応または欠席による除名
議員が正当な理由なく指定期日後1週間以内に召集に応じない場合、正当な理由なく本会議や委員会を欠席した場合、請暇の期限を過ぎたにもかかわらず議長より発せられた招状を受けてから1週間以内に出席しない場合には、貴族院においては出席停止とした上で上奏して勅裁を請うものとし、衆議院においては除名することとされていた（議院法第99条）。
なお、貴族院議員については禁錮刑以上の刑に処せられた場合または破産宣告を受けてそれが確定した場合にも勅命をもって除名すべきとされ（貴族院令第10条第1項）、除名された議員についてはさらに勅許がなければ再び議員となることができないとされていた（貴族院令第10条第3項）。
| 本会議採決日   | 議院   | 議員     | 賛  | 反 | 比率   | 理由 |
| -------------- | ------ | -------- | --- | -- | ------ | --- |
| 1893年12月13日 | 衆議院 | 星亨     | 185 | 92 | 66.78% | 収賄疑惑によって議長不信任が議決されたにもかかわらず、議長の座に固執したため                                 |
| 1938年3月23日  | 衆議院 | 西尾末広 | 320 | 43 | 88.15% | 国家総動員法案の審議において近衛首相を「スターリンの如く」と賞賛した発言を逆に政友・民政両党が問題視したため |
| 1940年3月7日   | 衆議院 | 斎藤隆夫 | 296 | 7  | 97.69% | 反軍演説が軍部の反発を招いたため                                                                             |

### 地方議会における除名
現行制度上、地方議員の除名については地方自治法第135条に規定されており、地方自治法並びに会議規則及び委員会に関する条例に違反した議員に対して行うことが可能である。除名は懲罰の一種であり（地方自治法第135条第1項）、その動議を議題とするには議員の定数の8分の1以上の者の発議によらなければならない（地方自治法第135条第2項）。また、除名については、定足数は議員の3分の2以上、表決数は議員の4分の3以上とされている。

### 除名決議に関連する訴訟事件
- 米内山事件
- 八尾市議除名事件

## 日本共産党における除名・除籍
1950年代から60年代にかけての日本共産党では、武装闘争路線から停止後も極左冒険主義の継続を目指すなどの分派行為(日本の新左翼)、民主集中制違反理由にによって多数の除名者を出してきた。

これら除名者が改悛した場合を想定して、党規約54条後段には「除名された人の再入党は、中央委員会が決定する」という規定がある。ただし、除名決定の多くが中央委員会によってなされていることもあり（都道府県委員会や支部など下級機関による除名決定もあり得る）、除名を覆すことは困難である。

除名は党規約54条の前段に「最も慎重に行わなくてはならない」と規定されている通り明確な反党行為が必要だが、除籍は「党員としての資格に欠けるか党の信頼を損ねた」という理由で可能である。また10条該当党員に対する支部や地区の決定による除籍では都道府県委員会による再入党決定という形で覆すこともできるが、反指導部的な理由でより上級の組織（都道府県ないしは中央）が除籍を決定した場合は対応が異なり事実上覆せない。その決定的な違いとして除名に認められている再審請求が除籍ではできないことが挙げられる。これは除籍の対象になった者から反論の機会を奪うという点で組織側に有利と判断されている。
なお、路線対立を理由とせず、贈収賄など議員・党員として相応しくない行為を理由とした除名・除籍も行われている。また、除名・除籍処分は過去に永年・50年党員や名誉役員などの表彰を受けていた者でも一切容赦しない。名誉役員の除名は元名誉議長野坂参三、50年党員の除名は最近では元立命館大学総長室長鈴木元の例がある。

### 著名人および古参活動家

#### 戦後の除名・除籍
- 渡邉恒雄（1947年）
- 井上光晴、堤清二(1950年)- 堤の方は例外的に、作家に専念した後の2000年代にも日本共産党の機関誌しんぶん赤旗の対談に登場した。一例として、2010年の第22回参議院議員通常選挙の前に同党公認候補だった小池晃参議院議員との対談を共産党機関紙の『しんぶん赤旗』紙上で行った。このように日本共産党から除名された者が、生涯に渡り同党との友好関係を維持し続けたケースだが、コレは極めて異例である。
- 中西功（1950年）
- 島成郎（1950年。1952年復党、1958年再除名）
- 寺尾五郎（1950年。1955年復党、1968年再除名）
- 伊藤律（1953年）
- 栗原幸夫（1954年。1958年復党、1961年再除名）
- 志田重男（1957年）
- 香山健一、福本和夫、森田実（1958年）
- 長洲一二（1959年）：その後革新統一候補として党の推薦で神奈川県知事に当選するが、後に再び反革新、反共の立場に転向[要出典]。
- 武井昭夫（1960年）
- 安部公房、春日庄次郎、内藤知周、花田清輝、山田六左衛門（1961年）
- 宇佐美清治（1963年）
- 佐多稲子、野間宏、丸木位里、丸木俊、出隆（1964年）
- 志賀義雄、鈴木市蔵、神山茂夫、中野重治（1964年）
- いいだもも、吉川勇一（1965年）
- 大塚有章（1966年）
- 安斎庫治、井上清、大隈鉄二、四代目河原崎長十郎、竹中労、西沢隆二、原田長司、福田正義（1967年）
- 高野実（1968年）
- 袴田里見、宮地健一[注 1]（1977年）
- 広谷俊二（1977年）
- 増山太助（1979年）
- 吉田嘉清（1984年）
- 古在由重（1984年）：除籍措置。
- 岩名泰得（1985年）：除籍措置。
- 有田芳生（1990年）：除籍措置。その後新党日本、民進党などを経て現在は立憲民主党所属。
- 野坂参三（1992年）
- 霜多正次（1993年）：除籍措置。
- 下里正樹（1994年）：元赤旗編集局員。権利停止処分後に党を公然批判し除名に切り替わる。
- 兵本達吉（1998年）
- 市川正一（2000年）
- 木村愛二（2001年）：除籍措置。
- 萩原遼（2005年）：元赤旗編集局員、除籍措置。
- 今田真人（2014年？）：元赤旗記者、除籍措置。
- 松竹伸幸、鈴木元（2023年）
- 神谷貴行（2024年）：除籍措置。
- 木下ちがや（2024年）：除籍措置。

### 日本共産党の除名における訴訟事件
- 共産党袴田事件
- 日本新党繰上補充事件

## その他政党の除名
政党においても、党則で反党行為や反社会的行為や公序良俗に反する行為に対する党員への除名（党によっては「除籍」）を定めている。特に、国会議員経験者や中央幹部経験者の行動における政党本部による処分の場合は注目される。
除名処分を受けた者が大量に出た例として、2005年の自由民主党（郵政民営化反対者に対する処分）、2012年の民主党（消費増税法案反対など党への造反者に対する処分）があり、特に民主党の例では同一年に70人以上が除籍（除名と同義）処分を受け、事実上党が分裂状態となる前代未聞の事態となった。
公職選挙法第86条第9項・第10項で、国政選挙の比例区の候補者が除名により政党に所属する者でなくなった場合、政党が「当該候補者が政党に所属する者でなくなった旨の届出」と「当該除名の手続を記載した文書」と「当該除名が適正に行われたことを党首が誓う旨の宣誓書」を提出することが規定されている。この手続きにより、仮に欠員が生じて繰り上げ当選の対象となっていたとしても、政党の比例代表名簿から抹消されているため、当選の権利を有しないこととなる。当該事例として、第16回参議院議員通常選挙で日本新党の比例代表区名簿に登載されていた松崎哲久（詳細は日本新党繰上補充事件を参照のこと）、第45回衆議院議員総選挙で民主党の比例東北ブロック名簿に登載されていた川口民一（比例単独）の事例があげられる。
一方で除名処分を受けた者が復党するケースも散見される。自由民主党では2016年に綿貫民輔が復党した際に、除名処分を受けた者の復党に際しての基準を新たに内規に定めた。内規では原則として「除名処分を受けて10年を経過し、（1）党や国への顕著な貢献がある（2）除名者が関係する党都道府県連や党所属国会議員の相当数が復党に賛同（3）刑事罰を受けていない、の3要件を満たす」ことを復党基準としている。

### 国会議員経験者の除名処分
吉田自由党
- 石橋湛山、河野一郎（1952年）：同年中に除名取り消し。
- 石橋湛山、岸信介（1954年）：日本民主党に参加。石橋は二度目の除名。

いずれも後の保守合同によって自由民主党に参加している。
自由民主党
日本社会党、社会民主党
- 衛藤速、濱田寅蔵（1948年）
- 黒田寿男、岡田春夫、中原健次、太田典礼、玉井祐吉、松谷天光光（1948年）：労働者農民党を結成
- 足立梅市（1949年）
- 和田敏明（1950年）
- 白井勇（1954年）：左派社会党所属・その後自由民主党へ移籍
- 木下源吾（1956年）：参院選立候補に伴うもの
- 安部清美（1957年）
- 武藤運十郎（1959年）
- 相沢重明（1967年）
- 岡田宗司、戸叶武、藤原豊次郎（1968年）
- 大橋和孝（1974年）：京都府知事選挙に立候補。
- 後藤俊男（1974年）
- 金瀬俊雄（1976年）
- 江田三郎、大柴滋夫（1977年）：社会市民連合を結党。
- 田英夫、秦豊（1979年　田は1989年取消、1997年復党）：社会民主連合を結成。

- 亀田得治（1980年）：大阪府知事選挙に立候補。その後除名処分を取り消して離党を受理。
- 辻一彦（1983年、1986年処分取消され復党）：総選挙立候補。
- 安恒良一（1992年）：東京佐川急便事件にからむ不適切な交際疑惑。
- 渋谷修(1993年)：衆議院定数是正法案に党方針に反して賛成。「板橋民主党」を結成、その後、新党さきがけを経て民主党へ移籍。
- 小林正（1993年）：民主改革連合、新進党を経て自由党へ移籍。
- 川島實（1994年）：首相指名選挙で党首の村山富市以外に投票。新進党を経て自由連合へ移籍。
- 伊東秀子、金田誠一、中尾則幸（1995年）：伊東は自民党などの推薦を得て北海道知事選に立候補。金田、中尾は伊東を支援したため。金田は新党さきがけを経て、民主党へ移籍。中尾は新党護憲リベラル、平和・市民、新党さきがけを経て民主党へ移籍。
- 川俣健二郎（1995年）：秋田県知事選挙で、新進党推薦の佐藤敬夫を支援。
- 堀込征雄（1995年）：前年の首相指名選挙で海部俊樹に投票。新進党などを経て、それぞれ民主党へ移籍。
- 小森龍邦、西岡瑠璃子（1995年）：政治改革四法採決で党方針に造反し反対票を投じたうえで執行部を批判。小森は後に新社会党結成。西岡は無所属となる。

- 矢田部理、山口哲夫、栗原君子、岡崎宏美、（1996年）：党の日米安全保障条約や自衛隊容認方針をめぐり反発。前出の小森とともに新社会党を結成。矢田部・小森・栗原・岡崎は歴代委員長に就任。
- 上原康助（1998年）：党の沖縄基地問題の方針をめぐり、民主党へ移籍。
- 山本正和（2001年）：海上保安庁法改正案に党方針に反して賛成。無所属の会へ移籍。
- 田嶋陽子、大渕絹子（2002年）：党の北朝鮮による日本人拉致問題をめぐる対応などを批判。大渕は民主党へ移籍。
- 原陽子（2004年）：民主党推薦で静岡県議会議員選挙に立候補。
- 横光克彦（2005年）：民主党へ移籍。
- 阿部知子（2012年）：衆議院解散後、無所属を経て日本未来の党へ移籍（除籍処分）。

新進党
- 平井卓志（1995年）：自由民主党へ復党。
- 高橋一郎、杉山憲夫、井奥貞雄、今津寛（1996年）：衆議院総選挙直前に自由民主党へ移籍。
- 田浦直、米田建三、畑恵、熊谷弘（1996年）：田浦と米田は自由民主党へ移籍（畑も無所属を経て自民党へ）。熊谷はのち太陽党、民政党を経て民主党へ移籍。
- 友部達夫（1996年）：オレンジ共済組合事件に関与、議員辞職勧告も拒否したため。
- 実川幸夫、萩野浩基、長谷川道郎（1997年）：自由民主党へ移籍（実川は復党）。

旧民主党、民主党、民進党
（旧）立憲民主党
- 高井崇志（2020年）：新型コロナウイルス流行による緊急事態宣言後に、新宿・歌舞伎町の性風俗店を利用する軽率な行動をとったため[5]。2020年10月には、院内会派「国民民主党・無所属クラブ」に入会。

（旧）国民民主党
- 柚木道義（2018年）：執行部を批判し、党の名誉・信頼を傷つけ、党の結束を乱す背信行為のため[6][7]。無所属として活動ののち（旧）立憲民主党の院内会派に入会。2020年9月には（新）立憲民主党の結党に参加した。
- 長浜博行、今井雅人（2018年）：党の結束を乱す背信行為のため。今井は民主党在籍時に続き、自身2度目の除籍。長浜は無所属として活動のち（旧）立憲民主党に入党。今井は立憲民主党の院内会派に入会し[8]、2020年9月には（新）立憲民主党の結党に参加した。
- 藤田幸久（2019年）：党の名誉及び信頼を傷つける行為及び党の結束を乱す行為・言動に抵触する重大な反党行為のため。（旧）立憲民主党に入党。
- 山井和則（2019年）：国対委員長代行の要職にありながら国会会期中に重い職責を放棄する無責任極まりない行為のため。（旧）立憲民主党の院内会派に入会。2020年9月には（新）立憲民主党の結党に参加した。

立憲民主党
- 山下八洲夫（2022年）：議員引退後（同党岐阜県連常任顧問在任中）の2022年4月に現職国会議員と偽り、「国会議員指定席・寝台申込書」を使って新幹線の特急券・グリーン券を詐取し、同年5月に詐欺・有印私文書偽造および行使の疑いで逮捕されたため。
- 徳永久志（2023年）：党の名誉及び信頼を傷つける行為及び党の結束を乱す行為・言動に抵触する重大な反党行為のため。

国民民主党
- 前原誠司、嘉田由紀子、斎藤アレックス、鈴木敦（2023年）：新党「教育無償化を実現する会」を結成し、党の結束を乱したため[9]。

公明党
党所属かつ創価学会員の議員が党から除名されると、続けて学会からも除名処分を受けることになる。
- 大橋敏雄（1988年）：党及び創価学会を批判。
- 竹入義勝（1998年）：党及び創価学会を批判。政界引退後に除名。
- 福本潤一（2007年）：参院選立候補断念を巡って、党を批判。
- 遠山清彦（2022年）：無登録で融資の仲介を頻繁に行ったことで、貸金業法違反罪で在宅起訴されたことによる。議員辞職後に除名。

みんなの党
- 小熊慎司（2012年）：日本維新の会へ移籍。
- 江田憲司（2013年）：結いの党を結党し代表。のちに維新の党へ合流。

旧日本維新の会、維新の党、おおさか維新の会、日本維新の会
以下、旧日本維新の会 (2012-2014)における除名。
- 西村眞悟（2013年）：従軍慰安婦問題を巡る不適切発言。民主党在籍時に続き、自身2度目の除名（除籍）。その後、太陽の党を結党し代表。

以下、維新の党における除名。
- 上西小百合（2015年）：自身の国会病欠を巡る不適切な対応のため。出身母体の大阪維新の会からも除籍。
- 片山虎之助、馬場伸幸、東徹、谷畑孝、松浪健太、足立康史、伊東信久、井上英孝、浦野靖人、遠藤敬、木下智彦、丸山穂高、下地幹郎、河野正美、椎木保、室井邦彦、儀間光男、清水貴之、藤巻健史（2015年）：橋下徹らが結成する新党おおさか維新の会へ移籍。

以下、おおさか維新の会および現・日本維新の会における除名。
- 山田太郎（2016年）：次期参院選で埼玉県選挙区へ擁立する方針を拒否し離党届を提出したため。
- 渡辺喜美（2017年）：都民ファーストの会への協力のため離党する意向を表明したため。
- 丸山穂高（2019年）：北方四島交流事業における元北方四島島民による訪問（いわゆる「ビザなし訪問」）に同行した際、ロシアに実効支配されている北方領土問題の解決手段として「戦争による奪還」に言及する不適切発言。NHKから国民を守る党に入党。
- 下地幹郎（2020年）：統合型リゾート（IR）汚職に関与した中国企業から現金を受領しながら、政治資金収支報告書に記載しなかったことが判明したため。2023年9月に除名処分を撤回[10]。
- 吉田豊史（2022年）：第26回参議院議員通常選挙に比例区から立候補した元富山市議に対し、支援の見返りに現金1,000万円を要求していたことが発覚、本人が離党勧告に応じなかったため。

みんなでつくる党
- 齊藤健一郎、浜田聡（2024年）：政党助成法上の手続きにおいて、党への所属を示す国会議員の「承諾書・宣誓書」を期限まで提出しなかったため。これにより同党は政党助成法上の政党要件を喪失した[11]。

日本共産党
日本共産党においては、1990年以降は除名処分となる者が減り、代わりに「除籍措置」となることが増えてきた。
- 山口武秀（1953年）
- 神山茂夫（1954年、1958年処分取り消し、1964年再除名）
- 渡部義通（1964年）
- 志賀義雄、鈴木市蔵、中野重治（1964年）：日本共産党（日本のこえ）へ移籍し、志賀は代表。
- 野坂参三（1992年）
- 市川正一（2000年）：女性問題による党規律違反。

## 法人・組合の除名
組合においては、正当な理由がある場合に限り、他の組合員の一致によってすることができる。ただし、この要件は組合の内規により緩和することができる。医療法人、職業訓練法人および学校法人における構成員（社団法人の構成員）の場合は寄附行為で、財団法人および社団法人の場合は定款で定める。

## 律令における除名
除名（じょみょう/じょめい）とは、古代の律令制において刑を犯した官人・有位者に対する付加刑。八虐・故殺人・反逆の縁坐の罪を犯した場合、あるいは監臨・主守の職にある者が担当場所にて犯した罪、盗み・略人（人身売買）・受財枉法（収賄して法律を枉げる）・その他五流（流罪）相当の罪などを犯した場合、それぞれの本刑に加えて出身以来の官位・勲位を全て剥奪され、蔭位のない者の場合には庶人に降格された。また、位田・職田・賜田も没収されて一般庶民と同様に課役の対象とされたが、官人が持つとされた「士大夫」としての名誉を重んじる観点から、実際の労役・兵役が伴う課役については免除された。この他にも免所居官（現任の位階、無位であれば勲位の剥奪）、免官（現任の位階・勲位両方の剥奪）などが除名より軽い付加刑として存在していた。これらをまとめて除免（じょめん）と呼ぶ。
日本の律令制においては9世紀以降に執行が事実上停止となった死罪の代替として行われた流罪の付加刑として執行されることもあった。
除免および同様の効果をもたらす換刑措置である官当は官人の身分に関わる重大な処分であったことから、日本においては一旦刑部省などで処分が決定された後も太政官において再審が実施され、更に論奏の手続による天皇の裁可を必要とした。除免・官当となった者の位記は天皇の裁可が降りた日に太政官において破毀され、式部省や兵部省に保管されている位記の写しにも「毀」の一字が上部に記された。
除名とされた場合には処分を受けた時から6載の後（丸6年が過ぎた後の最初の叙位（通常は7年目の正月に実施される叙位））に元の位階などに応じて数段格下げされた位階が再叙された（なお、免所居官の場合には1載の後に1階格下げ、免官の場合には3載の後に2階格下げの位階を再叙されている）。なお、こうした再叙規定は日本では慶雲3年2月16日（706年4月3日）に初めて導入されたことが知られており（『続日本紀』慶雲3年2月庚寅条）、大宝律令には再叙の規定は存在せず、養老律令になってから初めて律令法の規定として加えられたとする説もある。
八虐・故殺人・反逆の縁坐以外の理由で除名された場合には、恩赦によって刑罰が執行されなかった場合でも除名は解除されなかったが、それ以外の理由による除名では恩赦で刑を免除されれば免所居官、減刑されれば免官に処分が引き下げられた。

## スポーツ界の除名
日本の場合は、財団や社団となっている各競技団体が前述の「民法上の除名」に沿って、寄附行為や定款、またはルールブックなどで定めている。

### プロ野球の除名

#### 日本野球機構の除名
プロ野球を統括する一般社団法人日本野球機構（NPB）では、野球協約 第18章に「有害行為」という条項があり、有期・無期・永久の3段階の失格処分が定められている。このうち無期と永久が本項の「除名」に相当するものである。

失格処分を受けた場合、NPB所属チームおよび侍ジャパンの選手、指導者となることは禁じられ、独立リーグやNPBとの間に契約協定がある海外のプロ野球組織（MLB、KBO、台湾大聯盟、CBL）での現役継続もできなくなる。さらに、日本野球連盟を通じた社会人・クラブチームといったアマチュアへの新規登録、日本学生野球協会によるプロ経験者を対象とした学生野球資格回復研修会の受講も認められない。この他、新聞社専属の野球評論家、放送局専属の野球解説者についても、失格選手となった者は採用しないという紳士協定がある。なお、マスターズリーグはNPBではなく全国野球振興会管轄のため出場に問題はないが、2010年（平成22年）以降リーグとしての試合開催を行っていない。

永久失格を受けた例としては、黒い霧事件の池永正明ら3チーム6人が有名である。無期失格の例としては、2015年（平成27年）に発覚した巨人軍野球賭博問題での笠原将生、福田聡志、松本竜也がいる。有期失格は、巨人軍野球賭博問題で3人の無期失格が確定後に発覚した高木京介の例がある。

ちなみに永久失格は15年、無期失格はコミッショナー宣言を以て、または5年経過後に本人からの申請で見直しを行い、解除することができるが、実際に復帰するには失格処分を受けた当時の所属球団（その後に身売りや合併をしている場合は後身球団）の許可が必要である。

#### 独立リーグの除名
BCリーグ、四国アイランドリーグplusのチームであっても日本プロフェッショナル野球協約は適用されるが、失格処分を決定するのはNPBではなく、日本独立リーグ野球機構（IPBL）となる。

### アマチュア野球の除名

#### 日本学生野球協会の除名
大学・高校のアマチュア野球を統括する公益財団法人日本学生野球協会では、日本学生野球憲章第29条に「協会は学生野球団体、野球部、部員、指導者、審判員および学生野球団体の役員が本憲章に違反し、または前条の注意または厳重注意に従わない場合には、当該の者に対して処分をすることができる」と定めており、その最も重い処分として同30条に除名の規定がある。
除名処分を受けると、該当する個人の学生野球に関わる資格がすべて失われ、憲章15条にある「学生野球資格を持たない者との交流」からも排除される。ちなみに除名は個人のみに適用されることになっており、野球部全体あるいは傘下の大学野球連盟・都道府県高校野球連盟を除名相当にする場合は、加盟校であれば「登録抹消」、未加盟校は「登録資格喪失」とする。なお、部員または指導者個人が違反を起こした場合は野球部全体が合わせて処分を受けることがある。また、学生野球と関係のない教職員や応援団、私立校であればその設置者たる学校法人の役員が違反を犯した場合にも指導者ないしは野球部全体が処分の対象になり得るとも規定されている。

処分は高校であれば都道府県高等学校野球連盟から日本高等学校野球連盟に報告され、審議委員会で処分の方向性を決定した後、日本学生野球協会の審査室会議に上申されて最終決定が行われる。大学の場合は、所属する大学野球連盟から全日本大学野球連盟への報告を経て協会への上申となる。ただし外部者からの通報など協会に直接上申がなされることも可能であり、この場合審査室長の指示で日本高野連と全日本大学野球連盟が調査を行う。協会に直接通報された事案は、報告遅れとして処分が重くなる傾向がある。
協会は、除名によって学生野球資格を失った者であっても反省の度合いによっては復帰への道を開いており、憲章29条の6に「処分後の被処分者の情状を考慮して、処分の内容を解除変更することができる」と規定、将来的に除名が取り消される可能性もある。また、審査室が行った除名の決定に不服の場合は協会会長、または日本スポーツ仲裁機構に申し立てができるとも定めている。
1946年（昭和21年）の設立以降現在まで、協会が在学中の部員（選手）個人に対して除名処分を行った例はない。監督・責任教師など指導者に対しては複数の実例があり、最近では1997年（平成9年）に東洋大姫路の監督が常習賭博罪で逮捕された例、2002年（平成14年）に愛媛県立吉田高等学校の部長が児童ポルノ禁止法違反罪で逮捕された例 などがある。2011年（平成23年）12月には神奈川県立弥栄高等学校の野球部長を務めていた元教師が覚醒剤取締法違反で逮捕された後に除名処分を受け、また2015年（平成27年）には学校名非公表となりながらも責任教師が青少年保護育成条例違反（淫行）で逮捕され、除名となった例がある。

また野球部全体に対する登録抹消は2007年（平成19年）の専修大学北上高等学校と2011年の出雲北陵高校がそれぞれ日本高野連審議委員会から処分相当の内示を受け協会に上申された例があるが、どちらも審査室会議直前に野球部を解散したり高野連を脱退するなどし、処分は行われなかった。

#### 日本野球連盟の除名
社会人・クラブチームおよび日本学生野球協会に未登録の大学・高校の野球部については、公益財団法人日本野球連盟（JABA）の管轄となる。日本野球連盟では、チームないしは競技者個人については登録規程 第16条で「本連盟、加盟地方団体及び地区連盟の名誉を傷つけ又は連盟設立の目的、定款および別に定める規程ならびに加盟地方団体及び地区連盟の目的、規約、規程等に違反する行為があったとき」に登録を取り消すことができると規定しており、これが除名に相当する。役員についても同第33条、地方団体・地区連盟については第42条で、ほぼ同様の規定が設けられている。処分は連盟理事会の議決かつ加盟地方団体・地区連盟会長の同意を得て行うとされている。

実際に処分が行われた例としては、2013年（平成25年）に除名となった沼田拓巳がいる。沼田は大学を中退後、クラブチームに在籍しながらプロとの契約の可能性を探ったが、NPBとJABAの申し合わせで定められた交渉制限期間を無視してMLBロサンゼルス・ドジャースとマイナー契約したことが判明、その際にクラブから円満退部であることを証明する書面を取らず、なおかつアマチュア登録も抹消しなかったため、除名となった。沼田は帰国後、BCリーグの群馬ダイヤモンドペガサスで日本のプロ選手となっており、その後は同リーグの石川ミリオンスターズを経て、NPBの東京ヤクルトスワローズにドラフト指名され入団している。

### 大相撲の除名
相撲のプロ興行を行う公益財団法人日本相撲協会では、「解雇」を上回る最も重い処分として「除名」が制度上は存在し、一般企業の懲戒解雇、ヤクザ社会の絶縁に相当する強い意思を協会所属員の総意によって表すものと位置づけられる。
処分を受けた場合、退職金、功労金（一般企業の特別退職金に相当）などが一切支払われない。また今後協会が行う一切の活動に参加できなくなるだけでなく、協会ないしは関連の企業との間で利害関係、取引関係を持つこともできなくなる。現役力士が除名された場合は、それまでの番付・地位および競技成績についても一切無かったことにされる。
2014年（平成26年）2月に公益財団法人に移行した際に賞罰規定の改正が行われ、除名に相当する場合でも理事会で機動的に対応できる「解雇」を平常時に取り得る最高の処分とすることにした。ただし解雇ではファンの理解を得られないと執行部が判断した非常事態の場合に限り、評議員会の特別決議で除名処分が発動され得る。旧法財団法人時代は、理事会の4分の3以上の賛成で評議員会を招集し、そこで役員を含む年寄全員、日本国籍を持つ横綱・大関陣、および立行司からなる評議員全体の4分の3以上の賛成によって特別決議すると定めていた。
1925年（大正14年）の現法人設立以降では適用された例はないが、明治時代に運営方法の対立から前身の大角力協会とは別の団体を立ち上げようとした力士数名が除名となった例がある。2009年（平成21年）には大麻所持で逮捕された力士に対して除名論が出たが、「前年に大麻所持で逮捕された別の力士を解雇にしており整合性がとれない」「（4分の3以上に緩和されていても）否決でもされれば余計混乱する」として解雇に落ち着いている。なお、解雇でも「引退を許さない」点、また2014年に正式な処分として追加された引退勧告も拒否すれば解雇に切り替わる点を考慮すると何れにせよ極めて重い処分であり、かつ相撲のプロ組織は日本相撲協会しかないため事実上選手生命を絶たれることになる）。
2021年（令和3年）、1月場所中に新型コロナウイルス感染症の感染拡大防止の為、不要不急の外出を禁止するなど、角界独自のガイドラインを作成している中において、麻雀店や風俗店への来店および複数人での外食などを繰り返した時津風親方の不祥事の悪質性を重くみた日本相撲協会が現法人の設立以降、史上初となる除名処分を検討中と報道された が、最終的には「退職勧告処分（退職金30％減額）」で落ち着いており、除名処分は避けられている。
また、時津風部屋力士暴行死事件のように、生命を奪う明確な犯罪を犯していても除名処分が下されていないことから、今後も除名処分が適用されることは無いものと考えられている。

### 柔道の除名
柔道の段級位認定などを行う事実上の最上部団体である公益財団法人講道館では、倫理規定 第3条で「館員 が柔道の場において人権侵害や人格否定行為を起こしたり、柔道精神に反する行為や柔道に携わる者の品位や名誉を傷つける行為があった場合、審理の上処分することができる」と定めており、具体的な処分として第4条に除名の制度がある。これは、傘下の団体である公益財団法人全日本柔道連盟の処分に優越し、講道館から除名処分を受けた者は、講道館が認定していた段級位も取り消される。

なお、全日本柔道連盟においては、除名に相当するものとして「会員登録の永久停止」があり、この適用を受けた者として内柴正人がいる。

### ボクシングの除名
プロボクシングの場合、選手と指導者・興行主で取り扱う団体が異なる。

一般財団法人日本ボクシングコミッション（JBC）からボクサーライセンスの発給を受けた選手に対しては、JBCがライセンスの剥奪を行うことにより除名相当の効果がある。一方、トレーナーやクラブオーナー、プロモーターなどの指導者ないしは興行主に与えられるライセンスの保有者に対しては、JBCがライセンスの発給を拒否するだけでなく、ボクシングジムの業界団体である日本プロボクシング協会、および下部組織たる各地域のボクシング協会が除名処分をする必要がある。

なお外国人選手に対しては、JBCが「招請禁止」とすることで有期の活動停止、「日本でのボクサー活動停止」とすることで除名や永久追放と同じ扱いになる。この規定により活動停止処分となった元世界2階級王者ルイス・ネリは、その後に追加された「無期限活動停止は処分開始後3年、ライセンス取り消し（剥奪）は5年経過していれば資格回復を申請できる」というルール改正により、2024年1月にJBCより処分解除を受け、スーパーバンタム級4団体統一チャンピオン井上尚弥と東京ドームで対戦することができた。

## 宗教の除名

### キリスト教の除名
キリスト教において、異端の誤った教理の主張者や、罪を犯した者に対して、戒規処分として執行される。除名された者は教会員として扱われなくなり、教会から一切の交際を絶たれるが、悔い改めが認められた場合は、復帰が許される。

### 仏教の除名
檀家制度においても寺院側に正当な理由があれば檀家を除名することができる。新宗教系教団では信徒個人または信徒団体が誤った教理を主張、ないしは開祖や幹部を批判したりした場合、あるいは罪を犯した者を除名することがある。

#### 檀家の除名
江戸時代には、檀徒が信徒としての責務を果たせないと判断された場合、寺は寺請証文の発行を拒否することができた。事実上の檀徒除名であり、後日、宗門人別改帳からも削除されて無宿や非人となり、社会生活から除外された。
信教の自由が保障された明治以降、菩提寺の住職が檀徒を除名することを「離檀処分」という。具体的には、檀徒となっている寺院に葬儀を依頼しなかった、墓地の管理費を長期間支払わなかったなど寺が著しい不利益を被る理由があるとの判断による。離檀処分を受けると、寺領内の墓地を使い続ける権利が失われ、離檀料を請求されることもある。

#### 日蓮正宗の除名
日蓮正宗では、「信徒除名」は破門よりもさらに上の、在家の信徒個人に対し宗派として取り得る最も重い制裁と位置付けられている。これが信徒個人ではなく、傘下の法華講全体を除名相当にするのであれば「講中解散」、また出家した僧侶に対する僧籍の剥奪を伴う制裁は「擯斥」（ひんせき）という。
1974年（昭和49年）、日蓮正宗は創価学会と激しく対立した妙信講を講中解散処分にした。これに反発した妙信講は創価学会を相手に暴力事件を起こし（妙信講学会本部襲撃事件）、激怒した宗門は関係した妙信講幹部33人を信徒除名にした。この中には講頭だった浅井甚兵衛や当時理事長で現顕正会会長の浅井昭衛も含まれている。

1980年代前半には、正信会に参加した僧侶ら200人以上が擯斥処分を受けた。
さらに1992年（平成4年）には前年に創価学会全体ともども破門していた名誉会長池田大作を信徒除名処分にし、1998年（平成10年）には宗規の改正により残る全学会員の信徒資格も喪失させた。
これは、日蓮正宗の信徒が他の宗教団体に所属した場合は信徒資格を失うというもので、日蓮正宗の信徒が他宗派を信仰している家に養子縁組をした（嫁いだ）場合に、縁組（嫁ぎ）先の家族を折伏し正宗に入信させず、その家の檀那寺に属した場合も除名の対象となる。江戸時代の宗門改において、民衆は同時期に1つの寺院にしか檀家として登録できないとされたことに由来するものである。

ただし、創価学会や顕正会、正信会から退会したり除名処分を受けた元会員を宗門として受け入れる方法も考慮されており、信徒除名ないしは資格を喪失した者も末寺に参拝し住職の許しを得て勧誡式を受ければ（「御受戒」ともいう）、信徒に復帰することが可能である。

#### 創価学会の除名
日蓮正宗の傘下団体として発足し、その後仏教系新興宗教団体となった創価学会は会則69条で「会員は退会または除名によってその資格を喪失する」と定めており、その具体的運用として会則72条に「会員としてふさわしくない言動をした会員に対し、その情状に応じ、戒告、活動停止または除名の処分を行うことができる」という記述がある。
処分に関しては中央および総県に設けられた「審査会」が、区本部長以上の幹部から出される申し立てに対して速やかに処理しなければならないとされる。
公明党議員の除名
公明党から除名された議員経験者は遅かれ早かれ学会からも除名されることになる。実例として竹入義勝が1998年（平成10年）に公明党から除名された直後、創価学会も竹入を除名している。また1988年（昭和63年）に党を除名された大橋敏雄も学会から除名されている。しかし藤原行正や矢野絢也は公明党が処分を見送ったため、離党届受理、学会も自主的退会で済んでいる。
一般会員、学会幹部の除名

一般会員、学会幹部でも犯罪などで警察に逮捕された場合には容赦なしで除名される。さらに会員規定4条で学会員は会の内外を問わず個人的な金銭の貸し借りを禁じられており、これが発覚すると処罰の対象となり情状に応じ、戒告、降格、活動停止の処分が下り最悪の場合除名もあり得る（あくまで数千円や数万円などのまとまった金額に対してであり、ジュース代やタバコ銭などの一時的な小銭の貸し借りは容認されている）。
この規定は第2代会長戸田城聖が存命だった時代には厳しく運用され、大阪事件では当時の理事長小泉隆と選挙運動の最高責任者として派遣されていた渉外部長の池田大作（後に3代会長・名誉会長）以外に逮捕された学会員全員が除名された。しかし、戸田が死去し池田体制になった後は、日蓮正宗と違って一度除名処分を受けると二度と活動に復帰することはできないという内部の事情もあり、学会が起こした事件に関与した幹部の中には除名されなかった者もいるなど、「学会のために行動して逮捕された」と認められた学会員や幹部への処遇は戸田時代より甘くなった。

例として、言論出版妨害事件や宮本顕治宅盗聴事件に関与し逮捕され、宮本顕治宅盗聴事件の判決文で挙げられた学会員の一人が除名されず、2004年（平成16年）のYahoo! BB顧客情報漏洩事件では創価学会幹部として逮捕されている。また、2002年の携帯電話通話記録窃盗事件では逮捕された実行犯の三人は除名されず、通信会社を懲戒解雇処分になった学会員は裁判確定前に創価学会弁護団の斡旋で別の企業に再就職した経緯も存在する。
なお、一般会員が退会の手続きを取らないまま日蓮正宗あるいは正信会系の寺院で御授戒を受けたり、冨士大石寺顕正会の入信勤行を行ったことが発覚した場合、総県審査会で除名されることがある。過去には退会の手続きを取っていながら後で取り消されて除名に切り替わったケースがある。

#### 冨士大石寺顕正会の除名
同じく日蓮正宗系の新興宗教団体である冨士大石寺顕正会にも会員（信徒）を除名できる制度がある。しかし、顕正会の会則は創価学会と違い除名に関しては何の規定もされていない。学会は除名の最終決定を文書によって行うが、顕正会では支部や隊の幹部が口頭ないし電話で本人に決定を伝えるだけで除名になってしまう。
また学会と同様に一度除名されると復帰は不可能だが、稀に退会者と同様の折伏が行われることもある。その場合、過去に支部や隊レベルで除名の決定を受けていたことが後日発覚すれば本部レベルでの除名に切り替わり、再入信はできなくなる。

創価学会から顕正会に移籍した会員については、昭衛への忠誠心が低下したという理由で除名されても、前述の通り退会ないしは除名処分を受けた時点で学会に戻れなくなる。この結果、学会復帰を諦めて宗門や正信会へ再度移籍した人もいる。ただし、顕正会への入会前に学会員の経験がなかった者については顕正会を除名された後、創価学会へ移籍することができる。この場合、入会に際して地区部長や区本部レベルで通常の新規折伏よりも厳しい審査が行われ、総県を担当する副会長や幹部経験者であれば中央本部の承認が必要となることもある。

なお、会長浅井昭衛の身内であっても一切容赦はない。昭衛の長男で元総男子部長の浅井克衛や、娘婿で顕正新聞発行人などを歴任した小峰勝彦は「大石寺の戒壇本尊は後世に作られた偽物である」という、宗門元高僧河辺慈篤による「河辺メモ」を事実と認める発言をしたことから昭衛の怒りを買って除名され絶縁（事実上の勘当）、教団外へと去っている。

### オウム真理教の除名
後身のAlephでは、会費を滞納すれば自動的に除名される。
Alephから分裂したひかりの輪では、以下のいずれかに該当する場合は除名することができるとしている。
1. 教団の基本理念、本会則及び役員会の定める規定に反する行為をしたとき
2. 重大な法令違反をしたとき
3. 教団又は他の会員の名誉・信用を傷つけ、又は重大な損害を与えたとき
4. 教団又は他の会員の活動を妨害したとき
5. 他の会員のプライバシー権、パブリシティ権、著作権及びその他の権利を侵害したとき
6. その他、会員としてふさわしくないと判断される行為をしたとき

### イスラム教の除名
イスラム教では信仰を捨てることが禁止されているが、これは逆にいうとイスラム教徒に対して破門や除名を行うことはできないという意味になる。そのため、イスラム教では除名という概念が存在しない。